# Cordoba University
Die Cordoba University ist eine islamisch ausgerichtete Hochschule mit Sitz in Ashburn (Virginia). Sie entstand aus der Graduate School of Islamic and Social Sciences (GSISS) und der Cordoba School of Professional Studies. Die GSISS war Teil des United-States-Department-of-Defense-Programms für die Ausbildung muslimischer Militärseelsorger, die den ersten muslimischen Militärseelsorger des United States Marine Corps hervorbrachte. Die Universität ist als einzige in den Vereinigten Staaten Mitglied der Vereinigung der Universitäten der islamischen Welt.
Taha Dschabir al-Alwani (1935–2016) war Präsident der Cordoba University und auch Dekan der Graduate School of Islamic and Social Sciences.